# 朱勃
朱勃（?—?），字叔陽，扶风（今陕西省兴平市东北）人，东汉政治人物。

## 生平
十二岁时能誦读詩、書。常去拜见馬援之兄馬況。朱勃穿着方領，走步能合乎规矩，言辭嫻雅。马援刚刚读書，見到他就自惭。马況知到他的心思，酌酒安慰马援说：「朱勃年少早熟，才智盡于此，最后他会跟随你首學，不用怕。」朱勃不到二十岁，右扶風請試用他为渭城县令。马援為將軍，封侯，朱勃不過縣令。马援後雖富貴，常以舊恩相待，卑侮之，朱勃更加自親。马援遇讒言，前云阳令朱勃诣阙上书汉光武帝，为马援辩冤。
汉章帝下詔：「告平陵令、丞：縣人故雲陽令朱勃，建武中以伏波將軍爵土不傳，上書陳狀，不顧罪戾，懷旌善之志，有烈士之風。詩云：『無言不讎，無德不報。』其以縣見穀二千斛賜勃子若孫，勿令遠詣闕謝。」追赐朱勃之子朱谷二千斛。